# Giro del Delfinato 1987
Il Giro del Delfinato 1987, trentanovesima edizione della corsa, si svolse dal 25 maggio al 2 giugno su un percorso di 1283 km ripartiti in 8 tappe più un cronoprologo, con partenza a Grenoble e arrivo a Carpentras. Fu vinto dal francese Charly Mottet della Système U davanti al colombiano Henry Cárdenas e al francese Ronan Pensec.

## Tappe
| Tappa  | Data      | Percorso                                 | km   | Vincitore di tappa  | Leader cl. generale |
| ------ | --------- | ---------------------------------------- | ---- | ------------------- | ------------------- |
| Prol.  | 25 maggio | Grenoble > Grenoble (cron. individuale)  | 3    | Erich Mächler       | Erich Mächler       |
| 1ª     | 26 maggio | Grenoble > Ferney-Voltaire               | 202  | Laurent Biondi      | Acácio da Silva     |
| 2ª     | 27 maggio | Bellegarde-sur-Valserine > Saint-Étienne | 195  | Bruno Cornillet     | Bruno Cornillet     |
| 3ª     | 28 maggio | Saint-Étienne > Valence                  | 110  | Bruno Wojtinek      | Bruno Cornillet     |
| 4ª     | 29 maggio | Valence > Valence (cron. individuale)    | 32   | Erich Mächler       | Erich Mächler       |
| 5ª     | 30 maggio | Bourg-de-Péage > Lione                   | 202  | Niki Rüttimann      | Erich Mächler       |
| 6ª     | 31 maggio | Chambéry > Fréjus                        | 183  | Henry Cárdenas      | Charly Mottet       |
| 7ª     | 1º giugno | Bardonecchia > Barcelonnette             | 163  | Thierry Claveyrolat | Charly Mottet       |
| 8ª     | 2 giugno  | Sisteron > Carpentras                    | 193  | Roy Knickman        | Charly Mottet       |
| Totale | Totale    | Totale                                   | 1283 |                     |                     |

## Dettagli delle tappe

### Prologo
- 25 maggio: Grenoble > Grenoble (cron. individuale) – 3 km

| Pos. | Corridore       | Squadra      | Tempo |
| ---- | --------------- | ------------ | ----- |
| 1    | Erich Mächler   | Carrera      | 3'22" |
| 2    | Rolf Gölz       | Superconfex  | a 1"  |
| 3    | Acácio da Silva | KAS-Canal 10 | a 2"  |

| Pos. | Corridore       | Squadra      | Tempo |
| ---- | --------------- | ------------ | ----- |
| 1    | Erich Mächler   | Carrera      | 3'22" |
| 2    | Rolf Gölz       | Superconfex  | a 1"  |
| 3    | Acácio da Silva | KAS-Canal 10 | a 2"  |

### 1ª tappa
- 26 maggio: Grenoble > Ferney-Voltaire – 202 km

| Pos. | Corridore      | Squadra      | Tempo    |
| ---- | -------------- | ------------ | -------- |
| 1    | Laurent Biondi | Système U    | 5h04'00" |
| 2    | Jörg Bruggmann | Teka         | s.t.     |
| 3    | Gilles Sanders | KAS-Canal 10 | s.t.     |

| Pos. | Corridore           | Squadra      | Tempo    |
| ---- | ------------------- | ------------ | -------- |
| 1    | Acácio da Silva     | KAS-Canal 10 | 5h07'19" |
| 2    | Laurent Biondi      | Système U    | s.t.     |
| 3    | Jean-Claude Colotti | R.M.O.       | a 2"     |

### 2ª tappa
- 27 maggio: Bellegarde-sur-Valserine > Saint-Étienne – 195 km

| Pos. | Corridore       | Squadra   | Tempo    |
| ---- | --------------- | --------- | -------- |
| 1    | Bruno Cornillet | Z-Peugeot | 5h16'17" |
| 2    | Johnny Weltz    | Fagor-MBK | a 8"     |
| 3    | Peter Hilse     | Teka      | s.t.     |

| Pos. | Corridore       | Squadra   | Tempo     |
| ---- | --------------- | --------- | --------- |
| 1    | Bruno Cornillet | Z-Peugeot | 10h23'43" |

### 3ª tappa
- 28 maggio: Saint-Étienne > Valence – 110 km

| Pos. | Corridore       | Squadra      | Tempo    |
| ---- | --------------- | ------------ | -------- |
| 1    | Bruno Wojtinek  | Z-Peugeot    | 2h23'02" |
| 2    | Martial Gayant  | Système U    | s.t.     |
| 3    | Frédéric Vichot | KAS-Canal 10 | s.t.     |

| Pos. | Corridore       | Squadra   | Tempo     |
| ---- | --------------- | --------- | --------- |
| 1    | Bruno Cornillet | Z-Peugeot | 12h46'45" |

### 4ª tappa
- 29 maggio: Valence > Valence (cron. individuale) – 32 km

| Pos. | Corridore            | Squadra   | Tempo  |
| ---- | -------------------- | --------- | ------ |
| 1    | Erich Mächler        | Carrera   | 42'23" |
| 2    | Charly Mottet        | Système U | a 45"  |
| 3    | Jørgen Vagn Pedersen | Carrera   | a 52"  |

| Pos. | Corridore       | Squadra   | Tempo     |
| ---- | --------------- | --------- | --------- |
| 1    | Erich Mächler   | Carrera   | 13h29'27" |
| 2    | Bruno Cornillet | Z-Peugeot | a 41"     |
| 3    | Charly Mottet   | Système U | a 53"     |

### 5ª tappa
- 30 maggio: Bourg-de-Péage > Lione – 202 km

| Pos. | Corridore      | Squadra   | Tempo    |
| ---- | -------------- | --------- | -------- |
| 1    | Niki Rüttimann | Toshiba   | 5h23'40" |
| 2    | Martin Earley  | Fagor-MBK | a 3"     |
| 3    | Martial Gayant | Système U | s.t.     |

| Pos. | Corridore       | Squadra   | Tempo     |
| ---- | --------------- | --------- | --------- |
| 1    | Erich Mächler   | Carrera   | 18h53'10" |
| 2    | Bruno Cornillet | Z-Peugeot | a 41"     |
| 3    | Charly Mottet   | Système U | a 53"     |

### 6ª tappa
- 31 maggio: Chambéry > Fréjus – 183 km

| Pos. | Corridore           | Squadra   | Tempo    |
| ---- | ------------------- | --------- | -------- |
| 1    | Henry Cárdenas      | Varta     | 5h31'50" |
| 2    | Charly Mottet       | Système U | a 40"    |
| 3    | Thierry Claveyrolat | R.M.O.    | a 1'19"  |

| Pos. | Corridore      | Squadra   | Tempo     |
| ---- | -------------- | --------- | --------- |
| 1    | Charly Mottet  | Système U | 24h26'33" |
| 2    | Henry Cárdenas | Varta     | a 2'44"   |
| 3    | Ronan Pensec   | Z-Peugeot | a 3'22"   |

### 7ª tappa
- 1º giugno: Bardonecchia > Barcelonnette – 163 km

| Pos. | Corridore           | Squadra   | Tempo    |
| ---- | ------------------- | --------- | -------- |
| 1    | Thierry Claveyrolat | R.M.O.    | 4h47'57" |
| 2    | Niki Rüttimann      | Toshiba   | s.t.     |
| 3    | Pascal Simon        | Z-Peugeot | s.t.     |

| Pos. | Corridore      | Squadra   | Tempo     |
| ---- | -------------- | --------- | --------- |
| 1    | Charly Mottet  | Système U | 29h14'18" |
| 2    | Henry Cárdenas | Varta     | a 2'44"   |
| 3    | Ronan Pensec   | Z-Peugeot | a 3'22"   |

### 8ª tappa
- 2 giugno: Sisteron > Carpentras – 193 km

| Pos. | Corridore           | Squadra   | Tempo    |
| ---- | ------------------- | --------- | -------- |
| 1    | Roy Knickman        | Toshiba   | 4h56'07" |
| 2    | Philippe Galvez     | ADR       | s.t.     |
| 3    | Jean-Louis Gauthier | Z-Peugeot | s.t.     |

| Pos. | Corridore      | Squadra   | Tempo     |
| ---- | -------------- | --------- | --------- |
| 1    | Charly Mottet  | Système U | 34h30'25" |
| 2    | Henry Cárdenas | Varta     | a 2'44"   |
| 3    | Ronan Pensec   | Z-Peugeot | a 3'32"   |

## Classifiche finali

### Classifica generale
| Pos. | Corridore           | Squadra                    | Tempo     |
| ---- | ------------------- | -------------------------- | --------- |
| 1    | Charly Mottet       | Système U                  | 34h30'25" |
| 2    | Henry Cárdenas      | Varta-Cafe de Colombia     | a 2'44"   |
| 3    | Ronan Pensec        | Z-Peugeot                  | a 3'32"   |
| 4    | Thierry Claveyrolat | R.M.O.                     | a 3'54"   |
| 5    | Bruno Cornillet     | Z-Peugeot                  | a 5'17"   |
| 6    | Bernard Vallet      | R.M.O.                     | a 5'30"   |
| 7    | Régis Simon         | R.M.O.                     | a 5'50"   |
| 8    | Luc Leblanc         | Toshiba-Look-La Vie Claire | a 6'02"   |
| 9    | Eduardo Chozas      | Teka                       | a 7'56"   |
| 10   | Pascal Simon        | Z-Peugeot                  | a 8'23"   |